# Парусина

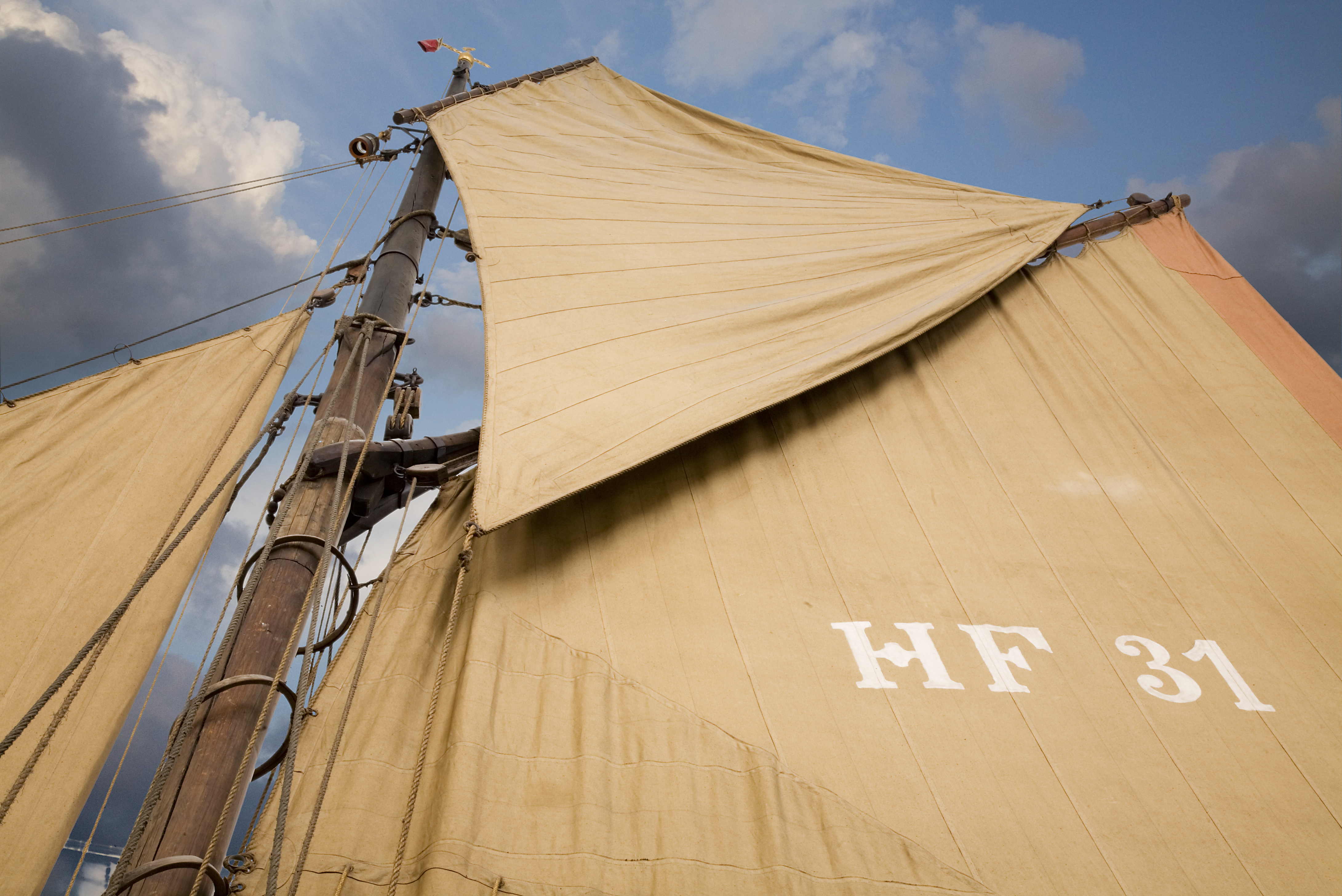
Гафельне вітрило, клівер і рейковий топсель з традиційної парусини

Паруси́на — груба, цупка тканина (переважно лляна або напівлляна), з якої шиють вітрила (паруси), а також чохли, спецодяг, намети тощо. З XX століття для шиття вітрил також широко застосовуються тканини із синтетичних волокон.

## Традиційна парусина
Парусина в традиційному розумінні — товста цупка тканина полотняного переплетення, що виготовляється переважно з льону, а також з прядива, бавовни. На флоті служить здебільшого для шиття вітрил, а також для виготовлення парусинових койок, пластирів для затикання пробоїн, чохлів на люки, вітрильних мішків-кис, тентів, парусинових відер, водоналивних рукавів, складаних човнів-парусинок тощо. Для водонепроникності просочується смолою (смолена парусина), або спеціальними сумішами (брезент).
Парусина частіше за все тчеться з льону, грубіші сорти — з прядива (використовуються на чохли, мішки, брезенти тощо). На яхтах, дрібних суднах і шлюпках використовується бавовняна парусина. За кольором ділиться на два сорти — сіру і білу. За товщиною ділиться на вісім номерів: найтовстіша — № 1, найтонша — № 8. Окрім звичайної вітрильної парусини різних номерів, у середині XX століття використовувалися такі її сорти, як койковий каніфас, брезендук, хрящова парусина, равендук.
Використовуються для шиття вітрил і бавовняні тканини (міткаль, перкаль та ін.).
З появою синтетичних тканин застосування вітрильних тканин з натуральних матеріалів скоротилося, бо вони значно поступаються синтетичним за міцністю, повітронепроникністю, вітрила з них сильно деформуються.

## Синтетична парусина

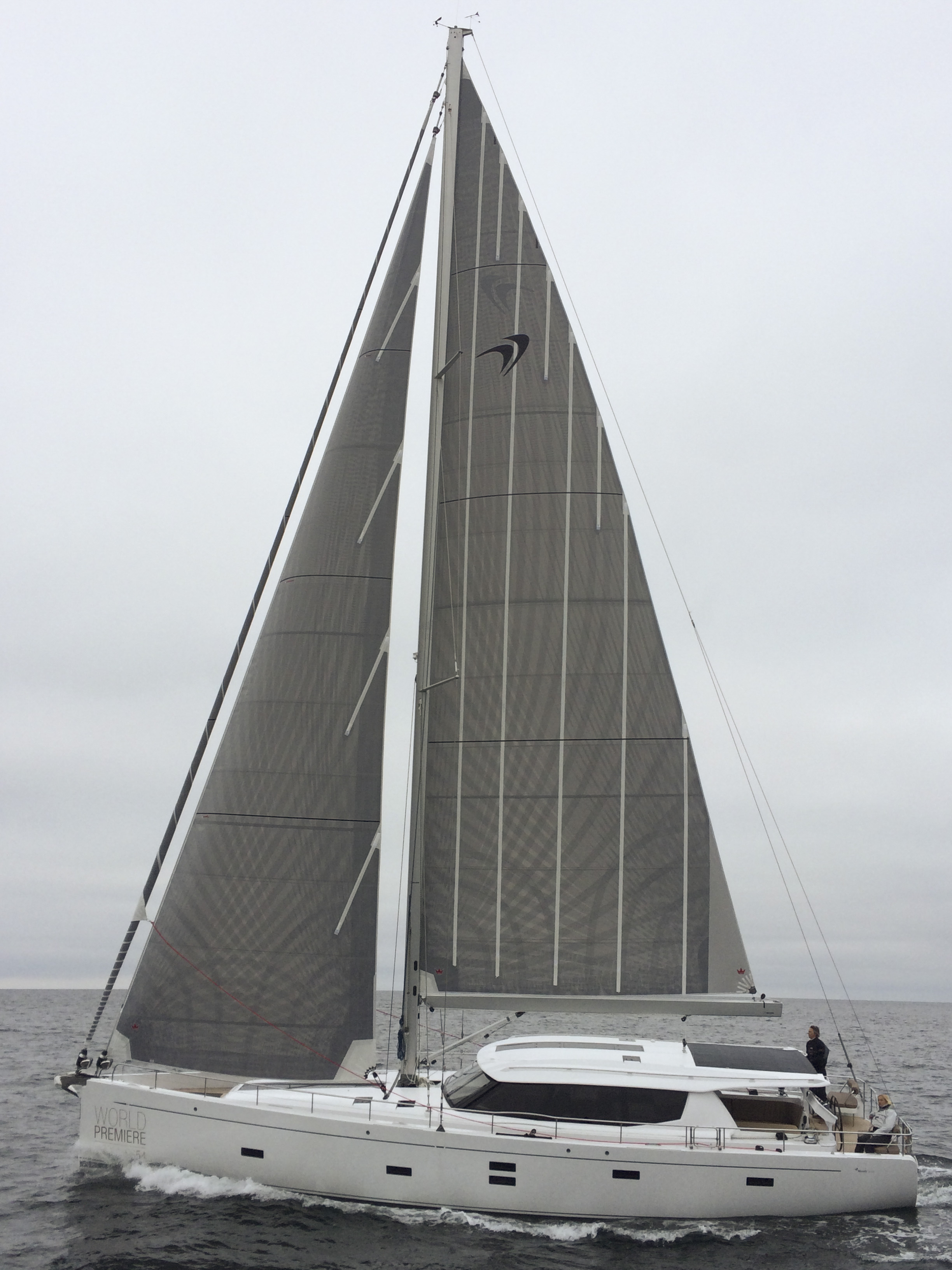
Вітрила із синтетичної тканини.

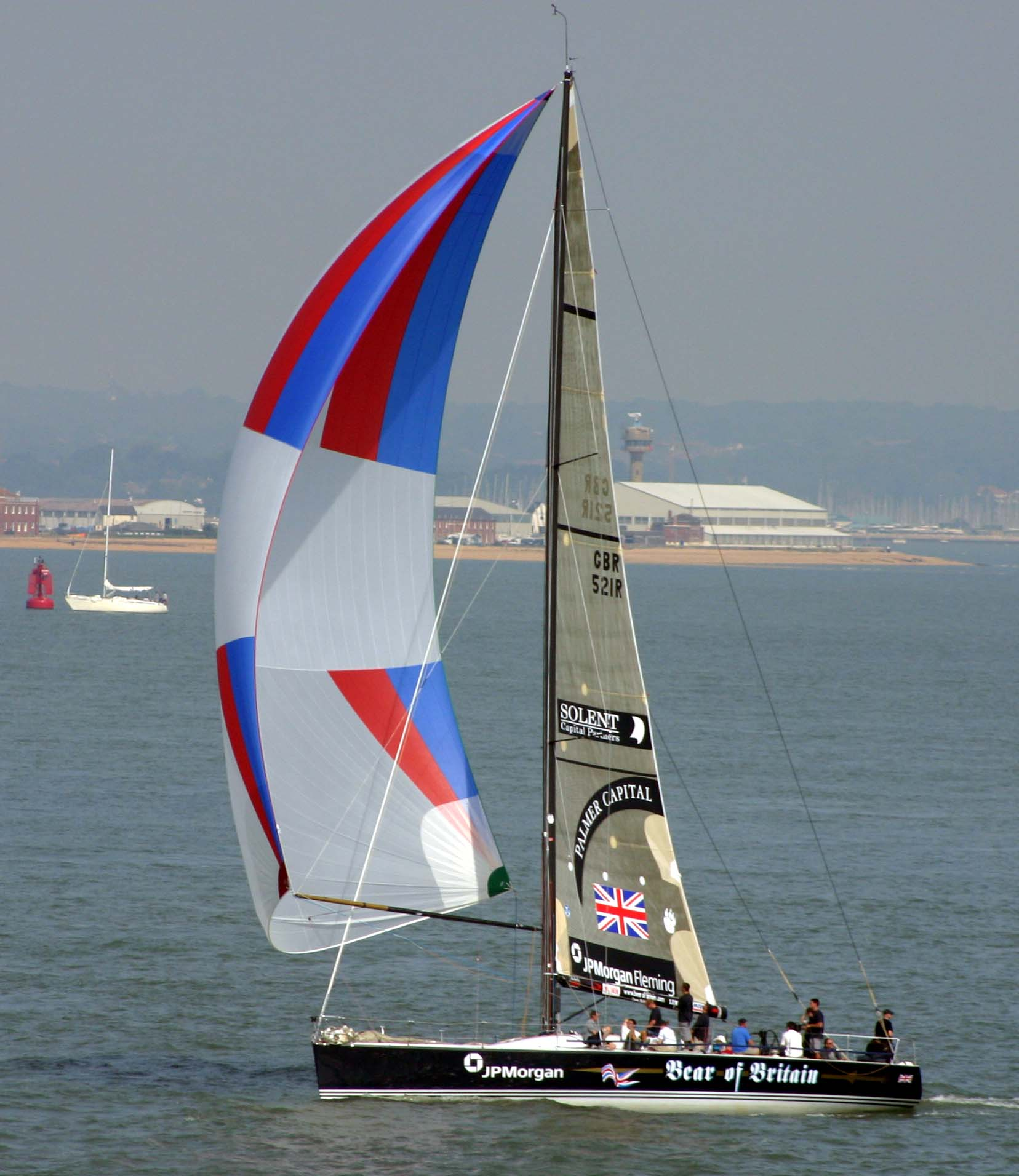
Нейлоновий спінакер

Використовування синтетичних тканин для вітрил почалося в 1951 році: першим був застосуваний терилен (різновид поліестеру), уперше синтезований 1944 року. Для досягнення більшої щільності і гладкості тканини зі синтетичних волокон просочують синтетичними смолами: при цьому заповнюються мікропори між нитками, чим зменшується схильність до деформації тканини по діагоналі (під кутом до напрямку ниток основи й утоку). Синтетичні тканини є стійкими до гниття, впливу мастил і багатьох хімічних речовин.
Матеріали XXI століття включають нейлон для спінакерів (де вимагається легкість і пружний опір різким навантаженням), і широкий спектр синтетичних волокон для інших вітрил, включаючи лавсан, арамід (у тому числі кевлар), та інші рідкокристалічні полімери (у тому числі Vectran).
Характеристики вітрила залежать від крою, будови і якості тканини. Існує кілька ключових чинників, використовуваних при оцінці волокна для парусини:
- Модуль пружності — здатність опиратися розтяганню. Ця якість важлива при плаванні на гострих курсах.
- Опірність на розрив — вимірюється як сила, що діє на площу поперечного перерізу.
- Повзучість — описує тривале розтягання волокна. Волокно з підвищеною повзучістю може мати високу пружність, але з часом тканина з нього втрачає форму.
- Опірність ультрафіолетовому світлу — втрата міцності внаслідок дії ультрафіолетового проміння вимірюється на установленому випробуванні.
- Стійкість до тривалих згинань — втрата міцності внаслідок згинання, складання, коливань, часто вимірюється на промисловому випробуванні на 50 згинань.
- Економічна ефективність — визначається початковою вартістю і довговічністю матеріалу.

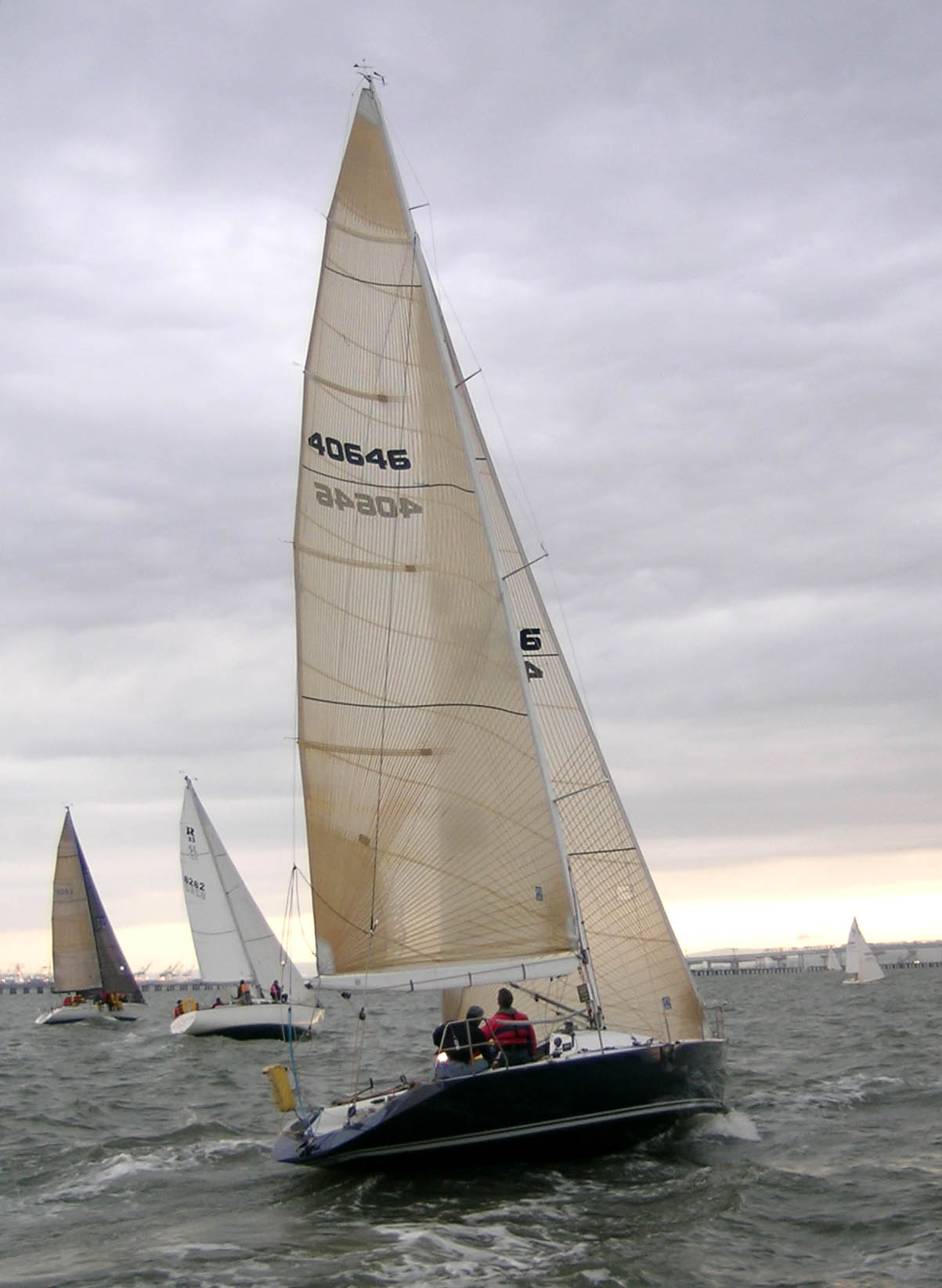
Кевларові гроти і стакселі

Міцність тканих матеріалів, таких як лавсан, може бути визначена на основі системи нумерації в деньє (неметричних одиницях лінійної густини). Лавсан високої міцності має нумерацію, кратну 220, 350 і 570 деньє, у той час як лавсан низької міцності має нумерацію, кратну 150, 250, і 400 деньє. Парусину зазвичай піддають термоусадці для стягання переплетення, потім проклеюють меламіном. Нумерацію зазвичай вказують окремо для основи і утоку, наприклад, 220/570.

### Нейлон
Нейлон застосовується для шиття спінакерів: з огляду на його малу вагу, підвищену границю міцності, дуже високі стійкість до стирання та гнучкість. Проте, низький модуль розтяжності робить його малопридатним для використовування у вітрилах, призначених для гострих курсів (стакселів, косих гротів тощо). Нейлон також більш чутливий до ультрафіолетового проміння, і хімічного руйнування, ніж поліестери, окрім того, його фізичні властивості можуть змінюватися після вбирання вологи.

### Поліестер
Поліетилентерефталат чи поліестер є назвичайнішим синтетичним матеріалом для вітрил. Він має високі пружність, стійкість до стирання та впливу ультрафіолетового випромінювання, високу міцність на згин і при цьому низьку вартість. Завдяки низькій поглинальної здатності поліестер швидко сохне. Для перегонів в особливо важких умовах, де припускаються високі навантаження на вітрила, поліестер заміняють міцнішими матеріалами, але він залишається найпопулярнішим з огляду на його дешевизну і довговічність. Найвживанішим для пошиття вітрил різновидом поліестеру є Dacron. Компанія AlliedSignal розробила матеріал поліестер 1W70, що має міцність на розрив на 27 % більшу, ніж дакрон. Інші торгові марки — Terylene, Tetoron, Trevira та Diolen.

### Поліетиленнафталат
Поліетиленнафталат (також відомий як PEN, Pentex) — різновид поліестеру, що має розтяжність у 40 % від розтяжності звичайних поліестерів, але вдвічі більшу, ніж кевлар-29. Здатність до стягання становить близько третини від такої інших поліестерів, тому тканини з нього не тчуться так же щільно. Внаслідок малої щільності поліетиленнафталатові тканини доводиться просочувати синтетичними смолами, що робить їх вразлими до пошкоджень через необережне поводження. Найкраще цей матеріал підходить для ламінованих вітрильних тканин, де паралельні волокна посилюють шар плівки (наприклад, майлару), або як захисний зовнішній шар для тафти. Ламіновані поліетиленнафталатом тканини є недорогою альтернативою більш якісним матеріалам.

### Кевлар
Кевлар — арамідне волокно, що стало найчастіше вживаним для вітрил перегонових яхт, починаючи з його появи в 1971 році. Він міцніший за поліетилентерефталат і поліетиленнафталат і має модуль пружності у п'ять разів більший, ніж перший, і майже вдвічі більший, ніж другий. Є два поширені типи кевлару: тип 29 та тип 49; останній має первісний модуль пружності на 50 %, ніж перший. Також фірма DuPont розробила типи 129, 149 та 159, що мають ще більші модулі пружності, але для вітрил вони використовуються мало, оскільки зі зростанням модуля пружності падає міцність на згин. Нещодавно DuPont випустила волокно Kevlar Edge, розроблене спеціально для вітрил, що має міцність на згин на 25 % вищу, ніж кевлар типу 49, і з більшим модулем пружності.
Проте, кевлар, як і всі арамідні волокна, має слабку стійкість до ультрафіолетового випромінювання (під його впливом кевлар втрачає міцність приблизно вдвічі швидше, ніж поліестер), а також швидко втрачає міцність від згинання, складання і шмагання.

### Technora
Technora (Технора) — арамідне волокно, яке виробляється японською компанією Teijin. Вона має трохи нижчий модуль розтяжності, ніж кевлар типу 29, але трохи вищу стійкість до втоми від вигинання. Найчастіше за все Technora використовується як матеріал для зміцнювальної сітки в армованих плівках.

### Twaron

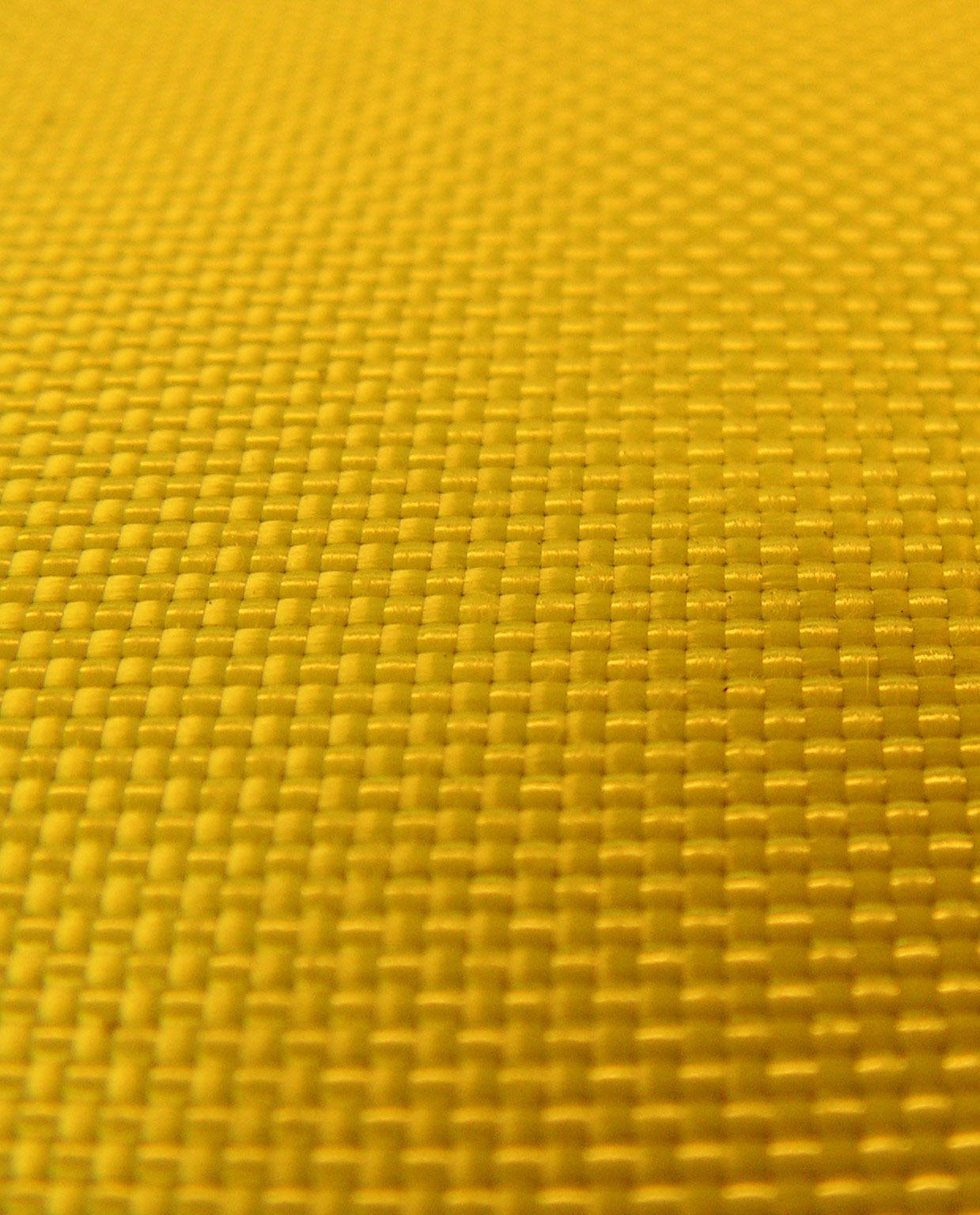
Тварон

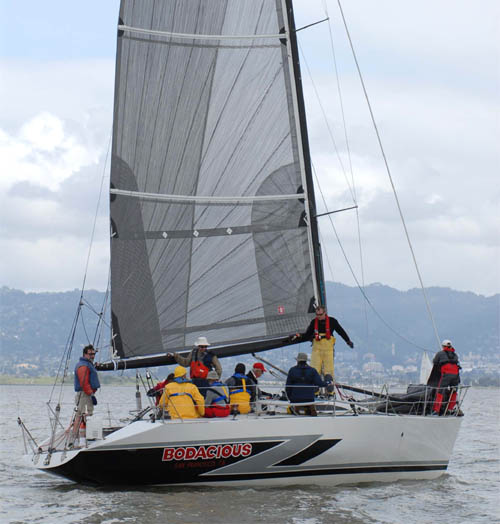
Грот з вуглеволокна, типових для цього матеріалу сірих відтінків

Twaron (Тварон) — арамідне волокно, що виробляється в Нідерландах японською компанією Teijin. За своїми хімічними і фізичними властивостями воно ідентичне кевлару компанії DuPont. Тип Twaron HM (з високим модулем пружності) з погляду розтяжності аналогічний кевлару типу 49, але він має більшу міцність і стійкість до ультрафіолетового випромінювання. Як і кевлар, тварон має яскраво-золотистий колір.

### Spectra
Spectra (Спектра) — різновид надвисокомолекулярного поліетилену високої щільності (НВМПЕ), що виробляється компанією Honeywell. Має високу стійкість до дії ультрафіолетового проміння (нарівні з поліестером), дуже високий первісний модуль пружності (на другому місці після вуглеволокна з високим модулем), виключну міцність на розрив, високу міцність до згинів. Проте, воно проявляє постійне безперервне подовження під постійною вагою, що приводить з часом до зміни форми вітрила. Внаслідок цього Spectra використовується лише для спінакерів на високоякісних вітрильниках, де вітрила регулярно міняють.

### Dyneema
Dyneema (Дайніма) — різновид НВМПЕ, що виробляється нідерландською компанією DSM. Порівняно з Spectra має більший асортимент розмірів пряжі, популярність цього волокна зростає. Тип Dyneema DSK78 встановив новий стандарт, що поєднує типово високе співвідношення міцності і ваги, виключно низьку розтяжність, стійкість до стирання і ультрафіолетового випромінювання, і разом з тим у три рази кращі показники повзучості порівняно з Dyneema SK75 і майже вдвічі кращі порівняно з Dyneema SK90.

### Certran
Certran (Сертран, Цертран) — різновид поліетилену, вироблюваний компанією Celanese і аналогічний за характеристиками надвисокомолекулярному поліетилену Spectra. Модуль пружності вдвічі менший, але матеріал має підвищену стійкість до втоми від вигинання і до ультрафіолетового випромінювання, проте як і Spectra, він проявляє постійне безперервне подовження під постійною вагою.

### Зейлон
Зейлон (Zylon) чи ПБО (п-фенілен-2, 6-бензобісокзазол) — рідкокристалічний полімер, розроблений японською компанією Toyobo. Має золотистий колір, а його первісний модуль пружності значно вищий, ніж в інших волокон, включаючи арамідні. Серед важливих властивостей зейлону — висока термостійкість, низька повзучість, висока хімічна стійкість, висока стійкість до різання і стирання, підвищена стійкість до розтягання після повторного складання. Зейлон дуже гнучкий, а також м'який на дотик. Серед недоліків — низька стійкість до ультрафіолетового випромінювання і променів видимого світла.

### Vectran
Vectran (Вектран) — заснований на поліестері рідкокристалічний полімер, вироблюваний компанією Ticona. Має золотистий колір і модуль пружності, аналогічний такому в кевлару типу 29, але з меншою втратою міцності від згинання. Завдяки цим якостям він знаходить застосування у вітрилах, призначених для суворих умов експлуатації. Додатковими перевагами вектрану є 0,02 % повзучість при 30 % від максимального навантаження по збіганню 10 000 годин, висока хімічна стійкість і стійкість до стирання та висока міцність на розтяг. Стійкість до впливу ультрафіолетового випромінювання нижча порівняно з поліестером і поліетиленнафталатом, хоча руйнування знижується після приблизно 400 годин перебування на сонці, у той час як у арамідних волокон і Spectra руйнування прогресує.

### Вуглеволокно
Вуглеволокно — синтетичне волокно з високим модулем пружності, складається з вуглецю. Майже невразливе до дії ультрафіолетового випромінювання і забезпечує виключно низьку розтяжність (різновиди можуть варіюватися від цілком нерозтяжних до марок надзвичайної довговічності і гнучкості, що мають розтяжність трохи більшу, ніж арамідні волокна).

## Інші матеріали
Для вітрил проа, поширених на Каролінських островах, традиційно використовуються мати з пандану.